# Mokhtar Hasbellaoui
Mokhtar Hasbellaoui (ou Hazbellaoui), né le 21 septembre 1963 à Alger en Algérie, est un médecin et homme politique algérien.
Il est le ministre algérien de la Santé, de la population et de la réforme hospitalière depuis mai 2017.

## Biographie
Mokhtar Hasbellaoui est né le 21 septembre 1963 à Alger (Algérie). Il étudie la médecine et devient docteur en médecine spécialiste en Oto-rhino-laryngologie et professeur en médecine.

## Carrière professionnelle
Il occupe plusieurs postes : chef de service ORL au CHU de Tizi Ouzou, président du conseil scientifique de la faculté de médecine de Tizi Ouzou, président du conseil scientifique CHU de Tizi Ouzou jusqu'en 2015.
Puis il est chef de service ORL au CHU Bab El Oued. avant d’être nommé, en 2016, directeur général de l’Institut national de la santé publique (INSP).
En 2017 il est nommé également chef de service ORL au Centre hospitalo-universitaire Lamine Debaghine (ex-Maillot) à Alger.

### Carrière politique
En mai 2017, lors d'un remaniement ministériel à la suite des élections législatives, Mokhtar Hasbellaoui est nommé par le président Abdelaziz Bouteflika, ministre de la Santé, de la population et de la réforme hospitalière dans le gouvernement Abdelmadjid Tebboune. Il remplace alors à ce poste Abdelmalek Boudiaf.
Lors du remaniement ministériel partiel du gouvernement du mois d’août 2017, il est reconduit à ce poste et conserve le portefeuille de la Santé du gouvernement Ahmed Ouyahia.
En janvier 2018, il effectue une visite  à Cuba où il signe un accord d'échange : du pétrole algérien pour Cuba, des médecins cubains pour l'Algérie.

### Vie privée
Mokhtar Hasbellaoui est marié et a deux enfants[réf. nécessaire].